# Muhammad Atef
Muhammad Atef, "nome di battaglia" di ʿAbd al-ʿAzīz (o Ṣubḥī) Sitta, Mohammed Ataf (in arabo محمد عاطف‎?, Muḥammad ʿĀṭif; Menūfiyya, 1944 – Kabul, 16 novembre 2001), è stato un terrorista egiziano, considerato capo militare di al-Qāʿida, sebbene il suo ruolo nell'organizzazione rimanesse sconosciuto ai servizi segreti per anni.
La sua morte avvenuta nel novembre 2001 è stata una delle prime e maggiori vittorie degli Stati Uniti nella "Guerra al terrorismo".

## Biografia
Originario di Menufiyya (o di Alessandria) è stato per due anni arruolato nell'aviazione militare egiziana per diventare in seguito un esperto agrario.
Entrò poi nella polizia egiziana, dove lavorò per alcuni anni, prima di diventare membro del gruppo terroristico Jihad islamica egiziana e trasferirsi in Afghanistan per respingere l'invasione di quel paese da parte dell'Unione Sovietica, con base logistica di Peshawar.
Si crede abbia convinto ʿAbd ʿAllāh ʿAzzām a dedicarsi alla predicazione del jihād.
Atef fu quindi inviato in un campo di addestramento afghano, dove incontrò il suo compatriota Ayman al-Zawahiri, che più tardi lo presentò a Osama bin Laden.
Conosciuto anche come Abū Ḥafṣ (tanto da ispirare i costitutori della formazione terroristica nota come Brigata Abū Ḥafṣ al-Maṣrī, ossia Abū Ḥafṣ l'Egiziano), si rese tristemente famoso negli anni Ottanta col suo libro Studi militari per condurre il jihād contro i tiranni.
Negli anni Novanta, divenne responsabile delle reti africane di al-Qāʿida e soggiornò in Somalia per addestrare la guerriglia contro le truppe statunitensi.
Nel gennaio del 2001, divenne assai intimo di Osama bin Laden, di cui il figlio Muhammad sposò una delle sue figlie, di nome Khadīja. È stato, per unanime giudizio, uno degli organizzatori principali degli attentati dell'11 settembre 2001.
È morto il 16 novembre 2001, in occasione del bombardamento statunitense del meridione della città afghana di Kabul.